# 全米黒人地位向上協会
全米黒人地位向上協会/全国有色人種向上協会（ぜんべいこくじんちいこうじょうきょうかい/ぜんこくゆうしょくじんしゅこうじょうきょうかい、英: National Association for the Advancement of Colored People, NAACP）は、メリーランド州ボルチモアに本部を置く、アメリカ合衆国で最も古い公民権運動組織の一つ である。組織名として有色人種（Colored People）という語彙が残っている稀な例である。1909年2月12日に設立。これはエイブラハム・リンカーン生誕100周年に当たる。

## 組織
本部の他に、カリフォルニア州、ニューヨーク州、ミシガン州、ミズーリ州、ジョージア州、テキサス州に地域事務所を置く。何れも州議会に対する影響力を持つ。青年組織や大学組織も個人の資格で構成されている。
NAACP は64人の委員会で運営され、議長が置かれる。また一人の代表/最高経営責任者が選ばれその任にあたる。2007年3月以降の代表はブルース・S・ゴードンである。議長は1998年以降公民権運動家でジョージア州責任者のジュリアン・ボンドである。

## 歴史
- 1908年イリノイ州スプリングフィールドで人種暴動が起こる。ウィリアム・ウォーリング (William English Walling) が報じる。
- 1909年2月12日 黒人問題を討議する会議を持つことを決定。創立メンバー13人のうち、黒人は社会学者のW・E・B・デュボイスとアイダ・B・ウェルズの2人で、他は全てユダヤ系や白人であった[2][3]。
  - 5月全国黒人協議会 (National Negro Committee)
- 1910年5月全国黒人向上協会として発足。会長モアフィールド・ストーリ (Moorfield Storey) 、執行委員会議長にウォーリング、デュボイス広報調査部長。
- 1911年全国都市同盟（NUL, タスキーギ運動系別組織）結成
- 1914年 全米50支部、会員数6,000人に成長。デュ・ボイスが会報『クライシス』（危機）を編集。
- 1919年パリ講和会議で日本が、国際連盟規約に「人種平等の原則」を入れるという提案を行い、全米黒人新聞協会が「われわれ（米国の）黒人は講和会議の席上で「人種問題」について激しい議論を戦わせている日本に、最大の敬意を払うものである。」というコメントを発表[4]。
- 1934年デュボイスが協会を去る。
- 1950年 公民権運動の指導的な組織となる。
- 2004年 ジョージ・W・ブッシュ大統領がNAACP大会での演説招待をキャンセルした（ハリー・S・トルーマン以来、歴代米大統領が協会の大会で演説を行った）。ただし、2006年のNAACP次総会でブッシュは演説している。

## 日本人との関係
1919年のパリ講和会議で日本が、国際連盟規約に「人種平等の原則」を入れるという提案（人種的差別撤廃提案）を行った際には、アメリカの黒人は強くこれを支持した。しかし、ウィルソンが全会一致ではないという理由でこれを却下すると、全米各地で暴動が起き、数万人の負傷者を出した。大戦中、多くの日系移民は、米国の市民権を持っていても、強制収容所に入れられた（日系人の強制収容）。黒人運動家のコラムニストは、日系アメリカ人だけが収容され、ドイツ系もイタリア系も収容されなかったことは、あきらかに人種偏見のせいであり、また、アメリカの市民権を持っている日系人さえもが強制収容されるなら、黒人にも同じ事が起こる可能性がある、と指摘したうえで、次のようにロサンゼルス・トリビューン紙上で訴えた。
11万5千人もの人々（日系人）が、一度にアメリカ人としての自由を奪われるのを、われわれ黒人は黙って見過ごすというのか。
全米黒人地位向上協会はそれを受けて、次のような決議を発表。
　われわれは人種や肌の色によって差別され、アメリカ人としての当然の権利を侵害されることには断固として反対していかねばならない。
戦後、黒人社会は、収容所から解放されて戻ってきた日系人を歓迎し、温かく迎え、仕事を斡旋したり、教会に招いたりした。

## 脚註
1. ↑  Appiah, K. A. and Gates, Jr., Henry Louis, eds. Africana: The Encyclopedia of the African and African American Experience, in articles "Civil Rights Movement" by Patricia Sullivan (pp 441-455) and "National Association for the Advancement of Colored People" by Kate Tuttle (pp 1,388-1,391). ISBN 0-465-00071-1.
2. ↑  William English Walling biography Archived 2014年1月4日, at the Wayback Machine.
3. ↑  NAACP Timeline Archived 2010年6月17日, at the Wayback Machine.
4. 1 2 3 4  レジナルド・カーニー『20世紀の日本人―アメリカ黒人の日本人観 1900‐1945』五月書房1995